# Lijst van vlaggen van Thailand
Dit is een lijst van vlaggen van Thailand.

## Nationale vlag (perFIAV-codering)
|          | Civiele vlag | Staatsvlag | Oorlogsvlag |
| -------- | ------------ | ---------- | ----------- |
| Te land  | · ?          | · ?        | · ?         |
| Te water | · ?          | · ?        | · ?         |

## Vlaggen van de koninklijke familie
| Vlag | Periode      | Functie                                          | Beschrijving |
| ---- | ------------ | ------------------------------------------------ | ------------ |
|      | 1911 - heden | Koninklijke standaard.                           |              |
|      |              | Vaandel voor schepen van de koninklijke familie. |              |

## Vlaggen van ministeries
| Vlag | Periode | Functie                                                 | Beschrijving |
| ---- | ------- | ------------------------------------------------------- | ------------ |
|      |         | Vlag op ministeries en andere gebouwen van de overheid. |              |

## Militaire vlaggen
De oorlogsvlag is reeds in de eerste tabel te vinden.
| Vlag | Periode | Functie                          | Beschrijving |
| ---- | ------- | -------------------------------- | ------------ |
|      |         | Geus.                            |              |
|      |         | Vlag van de Thaise admiraliteit. |              |

## Vlaggen van etnische minderheden
| Vlag | Periode      | Functie           | Beschrijving |
| ---- | ------------ | ----------------- | --- |
|      | 2001 - heden | Vlag van de Akha. | Deze vlag werd ontworpen door Jaume Ollé. De vlag toont de kleuren van het Akha-volk. De ster staat voor het volk, wit voor vrijheid en vrede en rood voor de strijd tegen onderdrukkers. De zwart-goud-zwarte randen zijn afgeleid van de lokale kleding. |